# Konoe Masaie
Konoe Masaie (近衛 政家?   1444 - 20 de julio de 1505) fue un kugyō (cortesano japonés de alta categoría) y escritor que vivió durante la era Muromachi. Fue parte de la familia Konoe (derivada del clan Fujiwara) e hijo del regente Konoe Fusatsugu, fue el hermano menor de Konoe Norimoto y hermano mayor del monje Dōkō.
El nombre de Masaie lo recibió de los caracteres de los nombres del octavo shogun Ashikaga Yoshimasa (cuya imina era Yoshiie).
Con la muerte de su hermano Norimoto en 1462, Masaie asume el rol principal en la familia ingresando a la corte imperial con rango jusanmi en 1463, luego ascendido al rango shōsanmi en 1465, y junii en 1462. Asumió el cargo de gondainagon en 1467 y ascendió al rango shōnii en 1472. 
En 1475 fue nombrado naidaijin y ascendido a udaijin al año siguiente. En 1479 fue ascendido a sadaijin (hasta 1481) y nombrado kanpaku (regente) del Emperador Go-Tsuchimikado (hasta 1483). También en 1479 fue ascendido al rango juichii y se convirtió en líder del clan Fujiwara. En 1488 asumió el cargo de Daijō Daijin hasta 1490 cuando renunció. Falleció en 1505.
Tuvo como hijo a Konoe Hisamichi.
Se conoce que Masaie escribía poesía waka y algunos de sus poemas fueron incluidos en la antología poética Shinsen Tsukuba-shū. Adicionalmente escribió un diario llamado Gohōkōinki (後法興院記?), que contiene los sucesos de la corte imperial comprendidos entre 1466 y el 5 de julio de 1505 (pocos días antes de morir).